# Мерзликин, Николай Николаевич
Николай Николаевич Мерзликин (16 апреля 1945, Сартынья, Тюменская область — 3 января 2007, Москва) — советский и российский киноактёр. Член Союза кинематографистов России. Заслуженный артист РСФСР (1983).

## Биография
Родился 1 апреля 1945 года в селе Сартынья Тюменской области, и отец Николая Николаевича на радостях, что после трёх дочек в семье наконец-то появился долгожданный сын, поехал в район, чтобы оформить на новорождённого бумаги. Папа так бурно отмечал это событие, что попал в район только к 20 апреля. Чиновники в районе всё поняли: они поделили расстояние от села до места назначения на приблизительную среднюю скорость передвижения счастливого отца и вписали в графу дня рождения число «16.04». Вот так благодаря иронии судьбы Николай Николаевич принимал поздравления два раза в году — 1 и 16 апреля.
Служил в армии связистом. Один год учился в Свердловском медицинском институте. Окончил в 1969 Государственный институт театрального искусства (ГИТИС, курс И. Раевского и Е. Козыревой).
Дебютировал в кино в фильме Татьяны Лиозновой «Рано утром» (1965 год).
С 1971 года — актёр киностудии детских и юношеских фильмов имени Горького (Москва).
Около двадцати лет исполнял роль Деда Мороза на Новогодних представлениях в спорткомплексе «Олимпийский».
С 1971-го работал в Театре-студии киноактёра в Москве.
3 января 2007 года скоропостижно скончался в своей московской квартире в результате сердечного приступа.
Похоронен в городе Еманжелинске Челябинской области, по месту жительства одной из сестёр.

## Фильмография
- 1965 — Рано утром — Алёша Смирнов
- 1966 — Человек, которого я люблю — Костя Муромцев, врач
- 1967 — Зося — Виктор Байков, комбат, старший лейтенант
- 1967 — Три дня Виктора Чернышёва — Валерий
- 1968 — Ещё раз про любовь — юноша на ночной остановке
- 1968 — Далеко на западе — Иннокентий Калашников
- 1969 — Суровые километры — Алексей Воробьёв, шофёр
- 1970 — В Москве проездом… — Николай
- 1970 — Обратной дороги нет — Лёвушкин
- 1970 — Стреляй вместо меня — Негоров
- 1971 — Если ты мужчина… — Кирилл, друг Снегирёва
- 1971 — Большие перегоны — Пётр Ягодин, машинист
- 1971 — Чёрные сухари — Сергей Воронин
- 1972 — Чудак из пятого «Б» — Анатолий Сергеевич, тренер по плаванию
- 1973 — Надежда — Степан Меркулов, рабочий
- 1973 — Самый сильный — Батыр
- 1973 — Возле этих окон — Сергей Охотников
- 1973 — С весельем и отвагой — Иван
- 1973 — Товарищ бригада — Марк Талалин, сварщик
- 1973 — Вечный зов — Ружейников, командир батареи, фильм — 2-й, серия — 3-я (15 серия)
- 1974 — Контрабанда — Юрий Михайлов
- 1974 — Звезда экрана — Володя, историк
- 1975 — Без права на ошибку — Борис Павлович Юнусов, подсудимый
- 1975 — Дума о Ковпаке — Василь Николаев
- 1975 — Лавина — Кондарев
- 1977 — Гонки без финиша
- 1978 — Поговорим, брат… — Фёдор
- 1978 — Алтунин принимает решение — Алтунин
- 1979 — Мишка на Севере — Букашкин
- 1980 — Карл Маркс. Молодые годы — Гамбуров
- 1980 — Чрезвычайные обстоятельства — работник товарного парка
- 1981 — Любовь моя вечная — Коршунов
- 1981 — Остаюсь с вами — вагоновожатый
- 1982 — Смерть на взлёте — Сергей, друг Крымова, сотрудник КГБ Костя
- 1982 — Отцы и деды — Витёк, муж-пьяница Натальи
- 1982 — Огненные дороги — подпольщик
- 1983 — Букет фиалок — Егоров
- 1983 — Демидовы — Платон
- 1983 — Утро без отметок — Алексей Павлович, директор института
- 1984 — Хроника одного лета — Семён, брат Владимира Колесникова
- 1985 — Битва за Москву — офицер 8-го мехкорпуса
- 1985 — Союзник пролетариата — Семёнов Сергей Терентьевич, писатель
- 1986 — Атака — Барыбин, генерал
- 1986 — Где ваш сын?
- 1986 — Перехват — полковник, командир пограничного отряда
- 1986 — С неба на землю — генерал
- 1988 — 86400 секунд работы дежурной части милиции — Алексей Михайлович Ермолаев, майор милиции, дежурный по УВД
- 1988 — Гулящие люди — думный боярин
- 1989 — Кербез. Неистовый беглец — Степан
- 1990 — Ночь длинных ножей — депутат
- 1991 — Откровение Иоанна Первопечатника — князь Старицкий
- 1993 — Моя семейная реликвия — клерк в отеле
- 1998 — Сочинение ко Дню Победы —  командующий на репетиции парада
- 2001 — Нина. Расплата за любовь — сотрудник ГИБДД
- 2003 — Кавалеры морской звезды — Комов, генерал
- 2003 — Стилет — Павел Андреевич, «Батя»,Офицер ФСБ
- 2003 — Сыщик без лицензии — начальник Дронова в генпрокуратуре
- 2004 — Даша Васильева. Любительница частного сыска -2 — генерал Буйнов
- 2004 — Стилет-2 — Павел Андреевич, «Батя»,Офицер ФСБ
- 2004 — «Тридцатый» возвращается — Андрей Воронов
- 2005 — Атаман — генерал ФСБ
- 2005 — Жизнь – поле для охоты — начальник училища
- 2005 — Звезда эпохи
- 2005 — Мужской сезон: Бархатная революция — генерал-проверяющий
- 2005 — Тайная стража — Пахомыч
- 2005 — Человек войны — Шмаков, командир партизанского отряда
- 2005 — Люба, дети и завод… — Сергей Михайлович
- 2006 — Билет в гарем
- 2006 — Дом-фантом в приданое — капитан Карпов
- 2006 — Жаркий ноябрь — генерал
- 2006 — Карамболь
- 2006 — Кодекс чести-3 — Пахомыч
- 2006 — Охотник — Пётр Андреевич Кондаков, отец Ирины
- 2006 — Сыщики-5 — режиссёр
- 2006 — Большой Кулагин — эпизод
- 2007 — Агония страха — Ромов
- 2007 — Экстренный вызов — Андрей Тимофеевич Кедров
- 2007 — Закон и порядок: Преступный умысел −1 — Михаил Сергеевич Колганов
- 2007 — Паутина-1 — генерал. «Последняя работа»
- 2007 — Путейцы — Антон Антонович, озвучивание — Рудольф Панков
- 2007 — Служба доверия — начальник отделения милиции